# Mörfelden-Walldorf
Mörfelden-Walldorf è una città tedesca di 35 291 abitanti, situata nel land dell'Assia, località a circa dieci km da Francoforte sul Meno, fondata il 10 luglio del 1699 da Valdesi in fuga dalle Valli Valdesi dopo la revoca dell'Editto di Nantes del 1685 e le successive persecuzioni a cui furono sottoposti. Quattordici famiglie valligiane che decisero di fermarsi e fondare una nuova località, piuttosto che continuare a girovagare lungo il Reno o rientrare nelle Valli Valdesi, rinunciando alla propria fede valdese. È attiva l'Associazione Amici dei Valdesi di Walldorf. Il 10 luglio è considerato il Compleanno di Walldorf. In questa data del 1699, infatti, le quattordici famiglie fondatrici firmarono un accordo con il langravio d'Assia-Darmstadt che riconosceva loro una serie di diritti speciali tra cui l'esenzione dal servizio di leva e dal pagamento delle imposte. Le quattordici famiglie presentarono un progetto di urbanizzazione basato su altrettante fattorie disposte lungo l'asse principale della località, al centro della quale si trova la Chiesa Valdese.
La sistemazione urbanistica originaria, compresa la Alte Kirche, è tuttora visibile.